# Agulier

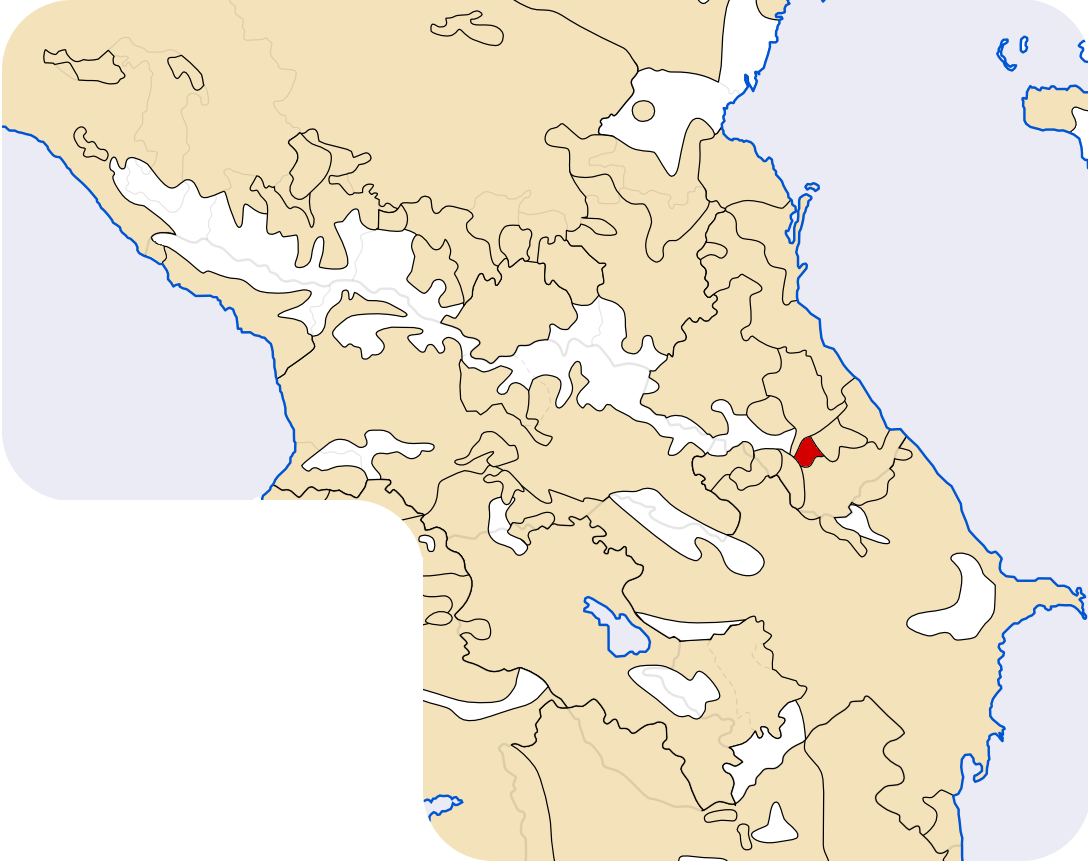
Siedlungsgebiet der Agulier in Kaukasien

Die Agulier oder Agulen (russ. агулы) sind ein kaukasisches Volk. Sie leben vorwiegend in der autonomen Republik Dagestan in Russland. Nach der letzten Volkszählung im Jahre 2010 hat das Volk 28.054 Angehörige in Dagestan (rund 1 %) und in ganz Russland 34.160, somit ist es eines der kleinsten Völker Russlands. Die Mehrheit der Agulier sind sunnitische Muslime.
Die Sprache der Agulier zählt zur nordöstlichen Gruppe der Kaukasussprachen. Sie teilte sich in folgende Dialekte auf: Keren, Koschan und Gechun. Außerdem beherrschen faktisch alle die Agulier die russische Sprache; in einigen Familien wird auch die aserbaidschanische Sprache sowie die lesgische Sprache gesprochen.
Hauptsiedlungsgebiet der Agulier ist das Becken der Flüsse Tschiragtschai und Kurach im Flusssystem des Samur im Bergland Süddagestans. Etwa 67 % der Agulier leben auf dem Lande – in der Mehrzahl im Agulski rajon um Tpig, wo sie über 90 % der Bevölkerung stellen. Weitere Siedlungsgebiete sind die Städte Machatschkala (mit den nahen Siedlungen Schamchal und Tjube), Derbent und Dagestanskije Ogni.
Die Agulier lebten seit jeher von der Landwirtschaft und von der Viehzucht, in letzter Zeit arbeiten auch immer mehr in der Industrie.